# گرگ استیمزما
گرگ استیمزما (انگلیسی: Greg Stiemsma؛ زادهٔ ۲۶ سپتامبر ۱۹۸۵) بازیکن بسکتبال اهل ایالات متحده آمریکا است.
از باشگاه‌هایی که در آن بازی کرده‌است می‌توان به شوالیه‌های SK سئول، نیو اورلینز پلیکانز، بوستون سلتیکس، و مینه‌سوتا تیمبرولوز اشاره کرد.
وی در مسابقات کشوری و بین‌المللی در مجموع برندهٔ ۱ مدال برنز شده‌است.